# James Driscoll
James Driscoll (Boston, 9 oktober 1977) is een golfprofessional  uit de Verenigde Staten. Hij speelt op de PGA Tour.
Driscoll was het zevende en jongste kind thuis. Hij groeide op in Brookline, net buiten Boston.   

## Amateur
Driscol was lid van de Charles River Golf CLub en werd op 15-jarige leeftij clubkampioen. Een jaar later won hij het Massachusetts Junior Kampioenschap. In 1996 en 1998 won hij het Massachusetts Amateur Kampioenschap. Hij was de jongste winnaar van het Massachusetts Amateur. In 1996 was Driscoll nummer 2 van de nationale Order of Merit. 
Driscoll ging naar de Universiteit van Virginia en speelde college golf. 

In 2000 won hij de halve finale van Luke Donald en verloor hij de finale van Jeff Quinney bij het US Amateur Kampioenschap op de Baltusrol Golf Club in Springfield, New Jersey. Als finalist kreeg hij een invitatie voor de volgende Masters, waar hij de eerste ronde met Tom Watson speelde en een score van 68 binnenbracht. Dit was de beste amateursronde sinds Ken Venturi in 1956 een ronde van 66 maakte.

### Gewonnen
- 1993: Massachusetts Junior Amateur Kampioenschap
- 1994: Hornblower Memorial Tournament
- 1995: New England Amateur, Western Junior
- 1996: Massachusetts Amateur
- 1998: Massachusetts Amateur, Golf Digest Invitational
- 1999: North and South Amateur, Hornblower Memorial Tournament

### Teams
- Walker Cup: 2001

## Professional
Driscoll werd in 2001 professional. Hij speelde enkele jaren op de Nationwide Tour, met wisselend succes. In 2004 won hij een toernooi en bereikte een 2de plaats bij de Zurich Classic of New Orleans. Pas in 2007 eindigde hij in de top-25 en promoveerde hij naar de PGA Tour. In 2009 verloor hij de play-off van Zach Johnson bij het Valero Texas Open.

### Gewonnen
Nationwide Tour
- 2004: Virginia Beach Open